# Marga Maasberg
Marga Maasberg (* 21. Mai 1903 in Hamburg; † 12. November 1981 ebenda) war eine deutsche Schauspielerin, Hörspiel- und Synchronsprecherin.

## Leben
Marga Maasberg nahm drei Jahre privaten Schauspielunterricht bei Carl Wagner in ihrer Heimatstadt Hamburg. Dort spielte sie viele Jahre lang an verschiedenen Theatern und auch in Kabarettprogrammen. Für ihre künstlerischen Verdienste wurde sie zudem zum Ehrenmitglied des Hamburger Schauspielhauses ernannt.
Seit ihrem Spielfilmdebüt 1948 im Drama Arche Nora spielte sie zudem in zahlreichen Filmproduktionen, u. a. neben Maria Schell in Der träumende Mund. Als am 25. Dezember 1952 Werner Pleister, der Intendant des NWDR, den ersten offiziellen Sendetag des deutschen Fernsehens eröffnete, gehörte Marga Maasberg zu den Fernsehschauspielerinnen der ersten Stunde: Neben Benno Gellenbeck, Josef Sieber und Alf Pankarter spielte sie in der ersten Fernsehproduktion, dem Weihnachtsfilm Stille Nacht, heilige Nacht.
In den Folgejahren wirkte Marga Maasberg in zahlreichen Fernsehproduktionen mit wie z. B. in Eberhard Fechners Dokumentarspiel Vier Stunden von Elbe 1, der Krimiserie Gestatten, mein Name ist Cox, der Familienserie Ida Rogalski (mit Inge Meysel in der Titelrolle), dem Science-Fiction-Film Wir sowie in Filmen der Krimireihen Stahlnetz und Tatort.

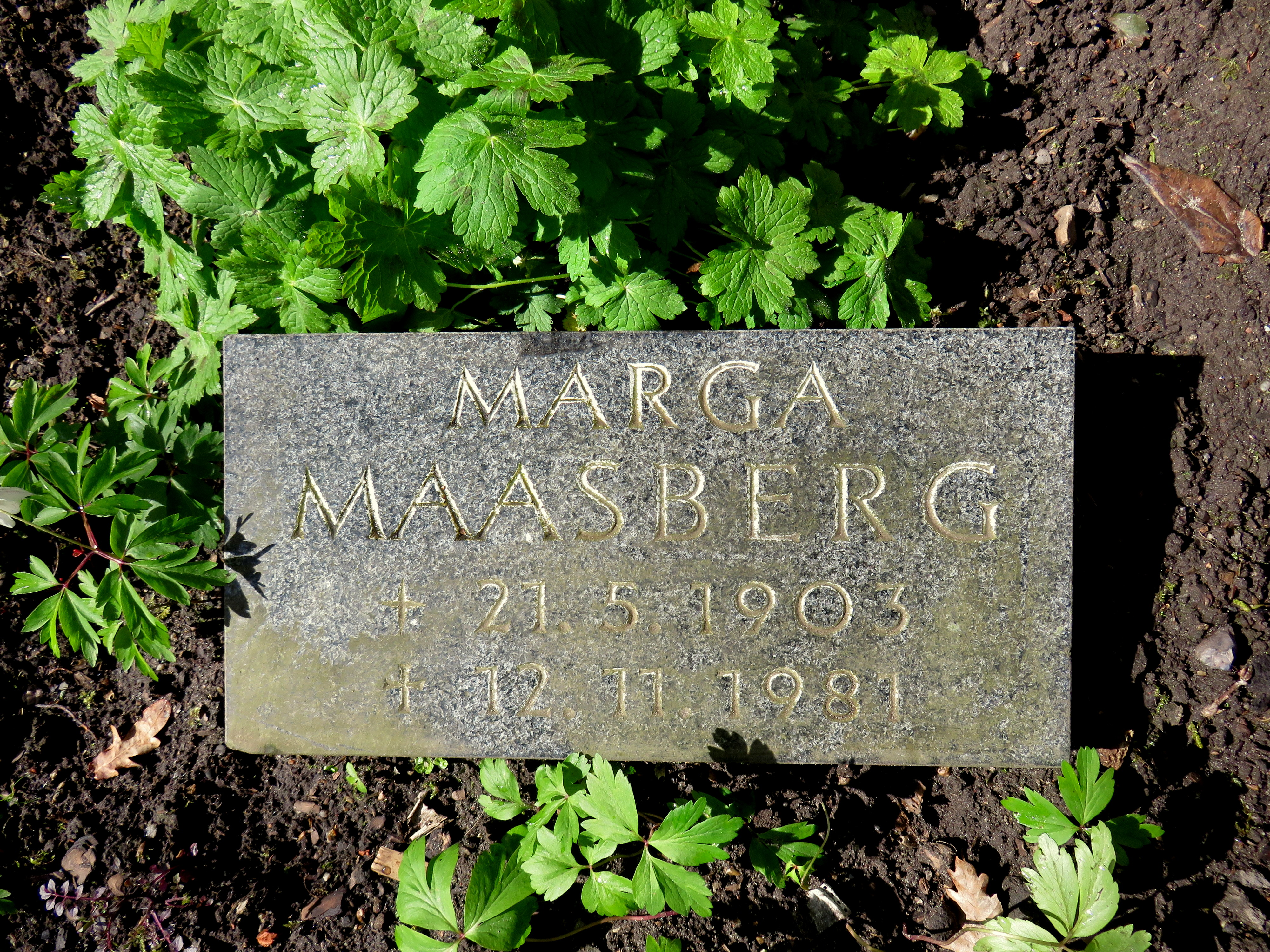
Kissenstein im Garten der Frauen auf dem Ohlsdorfer Friedhof

Besondere Bekanntheit erreichte Marga Maasberg jedoch durch ihre knorrige, unverwechselbare Stimme, die auf zahlreichen Hörspielen des NWDR Hamburg, Radio Bremen und NDR, sowie des Labels Europa zu hören ist. Oft sprach sie resolute und kraftvolle Charaktere (u. a. Fünf Freunde, Burg Schreckenstein und als Baghira im Dschungelbuch), von denen besonders die Hexe Schrumpeldei aus der gleichnamigen Hörspielserie hervorzuheben ist. Zwischen 1973 und 1979 wurden insgesamt elf Folgen um die kauzige, aber liebenswürdige Hexe und ihre ungeschickte Tochter produziert.
Außerdem arbeitete Marga Maasberg als Synchronsprecherin und lieh ihre Stimme u. a. Cathleen Nesbitt (Paris um Mitternacht).
Marga Maasberg wurde auf dem Ohlsdorfer Friedhof in Hamburg, Kapelle 13, beigesetzt. Nachdem das gesamte Grabfeld 2011 aufgelassen wurde, ließ der Verein Garten der Frauen ihren Grabstein in den Garten der Frauen auf dem Ohlsdorfer Friedhof versetzen (Kapelle 10).

## Filmografie (Auswahl)
- 1948: Arche Nora
- 1948: Stadtmeier und Landmeier
- 1949: Schicksal aus zweiter Hand
- 1949: Paulchen unter Banditen
- 1950: Paulchen und die Mädchenschule
- 1950: Des Lebens Überfluss
- 1950: Absender unbekannt
- 1950: Mädchen mit Beziehungen
- 1950: Paulchen setzt sich durch
- 1950: Uli – der junge Seefahrer
- 1951: Engel im Abendkleid
- 1952: Die Stimme des Anderen
- 1952: Stille Nacht, heilige Nacht
- 1953: Der träumende Mund
- 1954: Der Briefträger ging vorbei
- 1955: Der falsche Adam
- 1955: Die Husaren kommen
- 1956: Hurra – die Firma hat ein Kind
- 1957: Glücksritter
- 1957: Junger Mann, der alles kann
- 1958: 13 kleine Esel und der Sonnenhof
- 1958: Das Geld, das auf der Straße liegt
- 1958: Stahlnetz: Sechs unter Verdacht
- 1960: Die Bande des Schreckens
- 1961: Bis zum Ende aller Tage
- 1964: Das wissen die Götter
- 1964: Der Kammersänger
- 1965: Gewagtes Spiel: Wer ist Jan Karp?
- 1965: Gestatten, mein Name ist Cox – Das Collier
- 1966: Der Fall Angelika
- 1966: Intercontinental Express – Frau Neumann
- 1967: Landarzt Dr. Brock (Drei Episoden als Wirtin Golzow)
- 1968: Vier Stunden von Elbe 1
- 1969: Friedrich Ebert – Geburt einer Republik
- 1969: Ida Rogalski – Michael
- 1969: Polizeifunk ruft – Achtung Explosionsgefahr
- 1969: Die Dubrow-Krise
- 1971: Tatort – Kressin stoppt den Nordexpress
- 1971: Im Fahrwasser
- 1971: Familie Bergmann – Landluft
- 1971: Kein Geldschrank geht von selber auf
- 1971: Hamburg Transit – Der Tod im Koffer
- 1972: Der Illegale (Teil 1)
- 1973: Tatort – Cherchez la Femme oder Die Geister vom Mummelsee
- 1973: Polizeistation – Lütt König
- 1973: Nerze nachts am Straßenrand
- 1974: Hamburg Transit – Der kleine Bruder
- 1974: Tatort – Nachtfrost
- 1975: Comenius
- 1976: Feinde
- 1979: Kudenow oder an Fremden Wassern weinen
- 1979: Jauche und Levkojen
- 1979: Ein Kapitel für sich
- 1981: Wir
- 1982: St. Pauli-Landungsbrücken – Onkel Wense

## Hörspiele (Auswahl)
- 1947: Axel Eggebrecht: Wenn wir wollen. Fortsetzung des Hörspiels Was wäre, wenn... von Axel Eggebrecht – Regie: Ludwig Cremer
- 1948: Theodor Plievier: Stalingrad – Regie: Ludwig Cremer
- 1948: Dieter Rohkohl, Kurt Reiss: Eh' noch reif die Ähren. Ein Spiel mit Musik – Regie: Kurt Reiss
- 1949: Johann Wolfgang von Goethe: Faust I (Walpurgisnacht) – Regie: Ludwig Cremer
- 1950: Ernst Schnabel: Ein Tag wie morgen. 1. Februar 1950. Die Summe aus 80.000 Tagebüchern (Frau) – Regie: Fritz Schröder-Jahn
- 1951: Christian Bock: Mordmelodie (Frau Beckmann) – Regie: Otto Kurth
- 1951: Herbert Dührkopp: Der Teufel fährt im D-Zug mit (Martha) – Regie: Fritz Schröder-Jahn
- 1951: Herbert Reinecker, Christian Bock: Vater braucht eine Frau (Frau Matschke) – Regie: Fritz Schröder-Jahn
- 1952: Herbert Reinecker, Christian Bock: Karussell zu verkaufen (Frau Nickel) – Regie: Helmut Käutner
- 1952: Ernst Buchholz: Das Gericht zieht sich zur Beratung zurück (Folge: Der 13. März) (Wirtin) – Regie: Gerd Fricke
- 1952: N. N.: Saison 1856/57. Ein Zeitspiel (Minna) – Regie: Kurt Reiss
- 1952: Josef Martin Bauer: Der König von Albanien (Juleika) – Regie: Fritz Schröder-Jahn
- 1952/53: Johannes D. Peters: Die Ladenklingel (6. bis 9. Folge) – Regie: S. O. Wagner
- 1953: Walter Kolbenhoff: Der Briefträger ging vorbei – Regie: Gustav Burmester
- 1953: Max Gundermann: Der Terminkalender (Angestellte) – Regie: Fritz Schröder-Jahn
- 1954: Renate Singhofen: Der Mann – und der Topflappen des anderen. Eine Groteske (Emilie) – Regie: S. O. Wagner
- 1954: Ludwig Tügel: Das glückhafte Schiff von Dorkum (Frau Benthien) – Regie: Detlof Krüger
- 1954: Dylan Thomas: Unter dem Milchwald (Bessie Großkopf) – Regie: Fritz Schröder-Jahn
- 1954: Peter Sorgenfrei: Rolling Home (Mutter Bruhns) – Regie: Günter Siebert
- 1955: Peter Alten: Ungelöste Rätsel der Geschichte: Mary Celeste (Frau Parker) – Regie: Otto Kurth
- 1955: Hellmut Kleffel: Scrabs sind nicht zu Hause. Ein grotesker Vorgang (Mary, das Hausmädchen) – Regie: S. O. Wagner
- 1955: Paul Hühnerfeld: Das Wahrheitsserum. Eine Kateridee (Meta) – Regie: Günter Siebert
- vor 1956: Kurt Reiss: Hörspiele der Zeit (1): Das Ei der Columba (Prall) – Regie: Kurt Reiss
- 1956: Gerhard Schnitter: Das Gericht zieht sich zur Beratung zurück (Folge: Überfall in der Julianstraße) (Hedwig Plüsch) – Regie: Gerd Fricke
- 1957: Irmgard Köster: Die Jagd nach dem Täter (Folge: Dschungelmord) Kriminalhörspiel nach einer wahren Begebenheit in Südamerika (Frau Escalante) – Regie: S. O. Wagner
- 1958: Heinz-Günter Deiters: Die sieben Tage der Anna Pauly – Regie: Wolfgang Schwade
- 1959: Bruno Nelissen-Haken: Gifhorner Liebesspiel (Bertha Burlage, seine Frau) – Regie: Otto Kurth
- 1960: Fritz Puhl: Abenteuer der Zukunft ... (5. Teil: Reise in die Zeit) (Alte Frau) – Regie: S. O. Wagner
- 1961: Walter Kolbenhoff: Der Briefträger ging vorbei (Bäuerin) – Regie: Gustav Burmester
- 1963: Irmgard Köster: Die Jagd nach dem Täter (Folge: Die Erbschaft) (Marina, alte Haushälterin) – Regie: S. O. Wagner
- 1964: Irmgard Köster: Die Jagd nach dem Täter (Folge: Indizienbeweis) (Mrs. Smith, Aufwartung) – Regie: S. O. Wagner
- 1965: Felix Gasbarra: Rahmeck schlägt Alarm (die Köchin Kuhlmey) – Regie: Fritz Schröder-Jahn
- 1966: Hans Rothe: Bei Stimming am Wannsee. Die letzten 24 Stunden vor dem gemeinsamen Selbstmord des Heinrich von Kleist mit der Henriette Vogel (Frau Riebisch) – Regie: Hans Bernd Müller
- 1967: Friedrich Hans Schaefer: De mit dat Teken. Niederdeutsches Hörspiel (Frau Adams) – Regie: Curt Timm
- 1967: Otto Heinrich Kühner: Pastorale 67 (Frau Vetter) – Regie: Fritz Schröder-Jahn
- 1968: Johann Diedrich Bellmann: Vergeten will Kriemhilde nich. Niederdeutsches Hörspiel (Mutter) – Regie: Curt Timm
- 1969: Karl Heinz Köhn: Anstahn. Niederdeutsches Hörspiel (Die alte Frau) – Regie: Curt Timm
- 1970: Gerard McLarnon: Lady Seidenhügel und ihre Männer (Pussy Wang) – Regie: Fritz Schröder-Jahn
- 1971: Ludwig Harig: Versammelt Euch, daß ich Euch verkündige, was Euch begegnen wird in künftigen Zeiten – Regie: Heinz Hostnig
- 1973: Friedrich Hans Schaefer: Blauen Dunst. Niederdeutsche Funksatire (Schwester Clementine) – Regie: Curt Timm
- 1973–1979: Die Hexe Schrumpeldei (als Mama-Hexe Schrumpeldei; 11 Folgen) – Regie: Heikedine Körting
- 1974: Günter Eich: Man bittet zu läuten (Viktorine) – Regie: Heinz Hostnig
- 1974: Ingomar von Kieseritzky: Der Traum als Dictionnaire oder Est et non (Die Sorbonne) – Regie: Heinz Hostnig
- 1977: Ingeborg Gurr-Sörensen: Wi kennt uns nich. Niederdeutsches Hörspiel (Erzählerin) – Regie: Michael Leinert
- 1978: Simon Ruge: Regen, Regen (Die Schnüfflerin) – Regie: Günter Bommert
- 1978: Fünf Freunde beim Wanderzirkus (Bäuerin) – Regie: Heikedine Körting
- 1981: Jan Fuchs: Wie aus dem Häschen Nuff ein richtiger Kerl wurde (Oma) – Regie: Jan Fuchs